# Floby församling
Floby församling är en församling i Falköpings och Hökensås kontrakt i Skara stift. Församlingen ligger i Falköpings kommun i Västra Götalands län och ingår i Floby pastorat.

## Administrativ historik
Församlingen har medeltida ursprung. Senast omkring 1690 införlivades Vists församling.
Församlingen var till senast 1998 moderförsamling i pastoratet Floby, Göteve, Trävattna och Hällestad som även omfattade, före 1546 Elins församling, före omkring 1690 Vists församling och från 1962 Jäla församling och Grolanda församling.  Åtminstone från 1998 till 2002 moderförsamling i pastoratet Floby, Göteve, Trävattna, Hällestad, Grolanda, Jäla, Kinneved, Vårkumla, Börstig, Brismene, Åsarp, Gökhem, Sörby, Vilske-Kleva och Ullene. Från 2002 till 2006 var den moderförsamling i pastoratet Floby, Göteve, Hällestad-Trävattna, Grolanda-Jäla, Kinneved, Börstig, Åsarp, Gökhem, Sörby, Vilske-Kleva och Ullene. Församlingen införlivade 2006 Hällestad-Trävattna församling, Sörby församling, Ullene församling och Göteve församling och var sedan till 2010 moderförsamling i pastoratet Floby, Grolanda-Jäla, Gökhems, Vilske-Kleva, Kinneved och Åsarp. År 2010 införlivades Vilske-Kleva, Grolanda-Jäla och Gökhems församlingar och församlingen är sedan dess moderförsamling i pastoratet Floby, Kinneved och Åsarp.

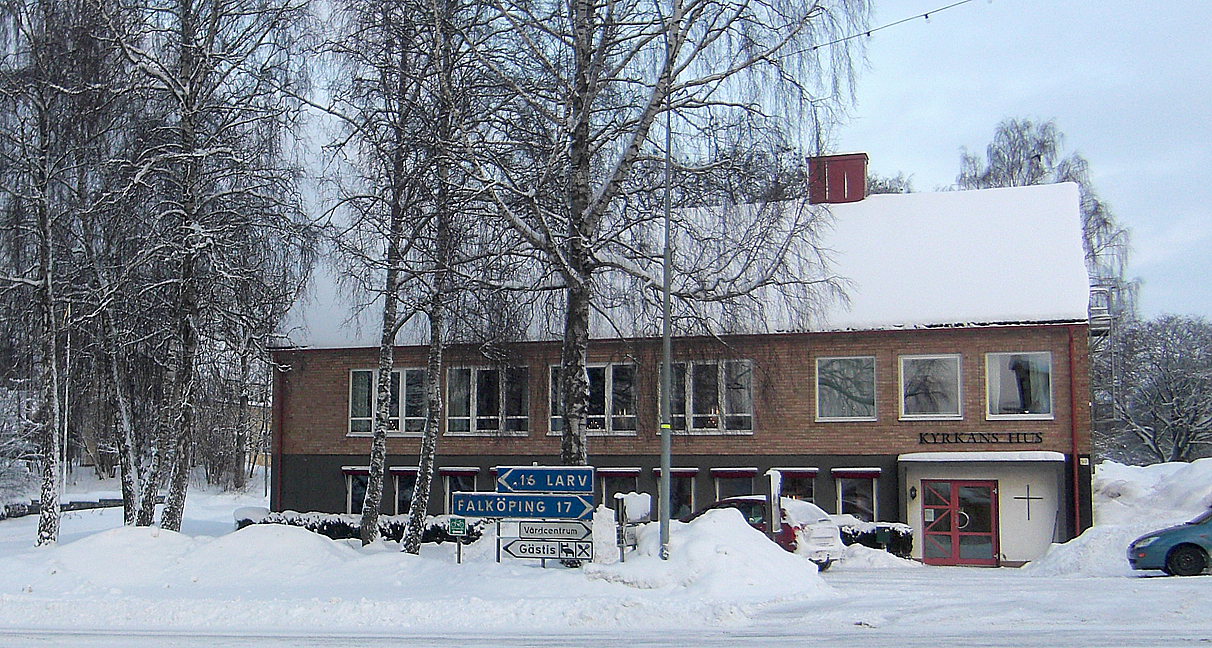
Kyrkans hus i Floby.

## Organister
| Period    | Namn                    | Levnadstid | Övrigt   |
| --------- | ----------------------- | ---------- | -------- |
| 1853-1888 | Johan Robert Hesselblad | 1820-1901  | Organist |

## Kyrkor
- Floby kyrka
- Grolanda kyrka
- Gökhems kyrka
- Göteve kyrka
- Hällestads kyrka
- Jäla kyrka
- Sörby kyrka
- Trävattna kyrka
- Ullene kyrka
- Vilske-Kleva kyrka